# Bovichtus angustifrons
Bovichtus angustifrons, también llamado dragonet, pez de espinas córneas, pez mármol o pez espino, es una especie de pez perteneciente a la familia Bovichtidae. Es endémica del sureste de Australia y Tasmania, vive en arrecifes rocosos de aguas poco profundas.

## Taxonomía
El ictiólogo británico Charles Tate Regan describió formalmente la especie por primera vez en 1913 en Tasmania. El nombre angustifrons es una composición de «angustus» que significa estrecho y «frons» que significa frente, cara o ceja, en referencia al espacio más estrecho entre sus ojos que presenta en comparación con sus parientes B. diacanthus y B. variegatus.

## Descripción
Bovichtus angustifrons tiene una cabeza grande y un cuerpo robusto, el cual se estrecha hacia la aleta caudal. Tiene una espina prominente en el ángulo superior del borde del opérculo y ojos grandes. Sus aletas pélvicas son grandes y se originan bajo las aletas pectorales, además, no tiene escamas. Presenta 8 espinas en la primera aleta dorsal y 18-19 radios en la segunda aleta dorsal, mientras que la aleta anal tiene 18 radios blandos. Puede alcanzar una longitud total máxima de 28 cm. Varía en color desde gris azulado pálido a marrón pálido, con manchas o motas que van del rojizo al marrón. Los ejemplares jóvenes son de color gris pardo opaco.

## Distribución y hábitat
Es endémica del sur de Australia, donde habita desde Green Cape en el sur de Nueva Gales del Sur hasta Ceduna en la Gran Bahía Australiana en la costa de Australia del Sur, y también alrededor de Tasmania. Se encuentra en arrecifes rocosos poco profundos y además se observa con frecuencia en pozas de marea y alrededor de los muelles. Vive a profundidades de hasta 15 metros.